# Héctor Gance
Héctor Gance (Mar del Plata, Provincia de Buenos Aires, Argentina - 1 de marzo de 1927 - Provincia de Buenos Aires, Argentina - 16 de octubre de 2015) cuyo nombre real es Oscar Héctor Ganza fue un actor de cine, televisión y teatro. Tuvo actuaciones importantes con destacados directores de cine.
Su papel más relevante en cine lo cumplió en Primero yo (1964) dirigido por Fernando Ayala. Trabajó en el Teatro Nacional Cervantes bajo la dirección de Pedro Escudero. En la sala de la Sociedad Hebraica Argentina coprotagonizó la obra Todo en el jardín en un elenco integrado por Bárbara Mujica, Federico Luppi, Emilio Alfaro y Milagros de la Vega.
En televisión actuó en la miniserie ¡Robot! junto a Narciso Ibáñez Menta.

## Filmografía
Actor
- El viaje  (1990) …Presidente Goolfh
- El bromista  (1981)
- Las locuras del profesor  (1979)
- El rey de los exhortos  (1979)
- Juventud sin barreras  (1979)
- Patolandia nuclear  (1978)
- Amigos para la aventura (1978)
- Un toque diferente (1977)
- El amor infiel (1974)
- La Madre María (1974)
- Rolando Rivas, taxista (1974)
- Con alma y vida (1970) …Villa
- Primero yo (1964)
- Los viciosos (1962) …Fernández
- Rebelde con causa (1961)
- El bote, el río y la gente (1960)
- Yo quiero vivir contigo (1960) …Hombre en piscina
- Los acusados (1960) …Estrada

## Televisión
- El amor tiene cara de mujer  (serie)  (1976)
- ¡Robot!  (miniserie) (1962) …Doctor Johnson
- Mañana puede ser verdad  (serie) (1962)
  - El hombre que perdió su risa
  - Los bulbos
- Rasputín  (película) (1958)